# Spirite întunecate
Spirite întunecate (Antlers) este un film de groază supranatural din 2021 regizat de Scott Cooper cu Keri Russell, Jesse Plemons, Jeremy T. Thomas, Graham Greene, Scott Haze, Rory Cochrane și Amy Madigan în rolurile principale. Scenariul a fost adaptat după povestirea lui Nick Antosca „The Quiet Boy”. Filmul urmărește o profesoară care suspectează că unul dintre elevii ei suferă de probleme personale în viața lui de acasă, fără să știe că elevul adăpostește un demon rău.
Proiectul a fost anunțat în iulie 2018, cu Cooper desemnat ca regizor, iar distribuția s-a alăturat luna următoare. Filmările au avut loc în Columbia Britanică în octombrie și noiembrie 2018.
A avut premiera la Beyond Fest la 11 octombrie 2021 și a fost lansat în cinematografele din Statele Unite ale Americii la 29 octombrie 2021, de Searchlight Pictures, după ce a fost amânat de două ori față de data planificată de lansare din aprilie 2020 din cauza pandemiei de COVID-19. Filmul a avut recenzii mixte din partea criticilor, care au lăudat cinematografia, actoria și elementele de groază, dar au criticat scenariul.

## Intrigă
În orășelul Cispus Falls din centrul Oregonului, Frank Weaver conduce un laborator de metamfetamină ascuns într-o mină părăsită. În timp ce fiul său, Aiden, în vârstă de 7 ani, așteaptă afară în camion, Frank și un complice sunt atacați de o creatură nevăzută.
Trei săptămâni mai târziu, Lucas Weaver, în vârstă de 12 ani, fiul cel mare al lui Frank și fratele mai mare al lui Aiden, își petrece timpul cutreierând orașul, strângând animale ucise de autovehicule și ucigând animale mici înainte de a le duce acasă. Profesoara lui Lucas, Julia Meadows, este alarmată de comportamentul său ciudat și de desenele înspăimântătoare și încearcă să creeze o legătură cu băiatul cu probleme. Ea începe să bănuiască că Lucas este abuzat și se hotărăște să-l ajute, stimulată de propria ei experiență de abuzuri din copilărie din partea tatălui ei alcoolic, bolnav mintal. După sinuciderea recentă a tatălui său, ea s-a întors la Cispus Falls pentru a fi împreună cu fratele ei Paul, care este șeriful local și față de care se simte vinovată că l-a abandonat cu ani în urmă. Julia vizitează casa sărăcăcioasă a lui Lucas și aude sunete ciudate.
Un flashback dezvăluie că Frank a supraviețuit atacului și și-a amenajat o cameră încuiată în pod după ce s-a întors acasă cu Aiden, care a fost și el atacat, cerându-i lui Lucas să-i țină încuiați înăuntru, indiferent ce s-ar întâmpla. Lucas își hrănește tatăl și fratele acum sălbatic cu cadavrele de animale pe care le strânge.
Jumătate din rămășițele complicelui lui Frank sunt găsite în pădure de fostul șerif Warren Stokes. Paul și Warren descoperă mai târziu cealaltă parte a complicelui lui Frank în mină, împreună cu rămășițe de coarne. Între timp, Julia o presează pe directoarea școlii Ellen să-i facă o vizită lui Frank. Ellen descoperă camera în care sunt închiși Frank și Aiden, pe care o descuie și în care intră. Frank o ucide pe Ellen și apoi îi ies coarne din corp. Frank, transformat acum într-o creatură sălbatică cu coarne, îl ucide pe bătăușul lui Lucas, Clint Owens, atunci când Lucas este hărțuit de acesta.
Ellen este dată dispărută, iar Julia vizitează casa familiei Weaver, unde găsește mașina lui Ellen. Poliția sosește și descoperă cadavrul lui Ellen împreună cu cel al lui Frank, care acum este o simplă carcasă carbonizată. În schimb, Aiden este de negăsit. Când Lucas se întoarce acasă, este dus la spital, unde Julia și Paul află de la medic că este grav subnutrit, deshidratat și dă semne fizice că a fost abuzat ani de zile. Julia decide ca Lucas să rămână împreună cu ea.
A doua zi, în timp ce Lucas își revine la spital, Julia și Paul îi fac o vizită lui Warren și îi arată desenele lui Lucas. Warren identifică figura ca fiind un wendigo, un demon algonquin legendar care apare ca un monstru feroce, canibal, asemănător cerbului, care trece de la o persoană la alta. Poate fi ucis atunci când este cel mai slab, în timp ce se hrănește, pentru a-i opri inima care bate. Cadavrul lui Clint este descoperit în aceea noapte. Lucas este externat și află că Frank a murit. El îi spune Juliei că Frank vine după el, ca să-l ducă la mină să fie cu Aiden.
Frank transformat îl folosește pe Aiden pentru a-l atrage pe șeriful Dan și a-l ucide. Julia și Lucas se ascund în timp ce Paul este grav rănit. Lucas scapă în mină, iar Julia și Paul îl urmează, înarmați cu un pistol. Înăuntru, Julia îi găsește pe Lucas și Aiden și vede că Frank a devenit într-adevăr un demon care se hrănește cu un urs negru mort. După o luptă, ea îl ucide pe Frank posedat de wendigo cu ajutorul lui Lucas. Spiritul wendigo trece în Aiden și Julia îl înjunghie mortal pe Aiden, punând capăt aparent blestemului.
Mai târziu, Paul și Julia discută să-l țină pe Lucas cu ei pentru o vreme, în ciuda îngrijorărilor că ar putea ajunge să fie posedat. Când Julia și Lucas pleacă, Paul începe să scuipe o bilă neagră, la fel cum a făcut Frank după ce a fost posedat prima dată de demon.

## Distribuție
- Keri Russell⁠(d) – Julia Meadows
- Jesse Plemons⁠(d) – Paul Meadows
- Jeremy T. Thomas – Lucas Weaver
- Graham Greene⁠(d) – Warren Stokes
- Scott Haze⁠(d) – Frank Weaver
- Rory Cochrane⁠(d) – Daniel LeCroy
- Amy Madigan – Principal Ellen Booth

În plus, Sawyer Jones îl interpretează pe Aiden Weaver.